# Fuselöl
Fuselöl ist ein Gemisch, das mittlere und höhere Alkohole (sog. Fuselalkohole, vorwiegend 1-Propanol, 2-Methyl-1-propanol, (S)-2-Methyl-1-butanol und 3-Methyl-1-butanol, siehe auch Begleitalkohole), Fettsäureester, Terpene, Furfurale, Acetale, Aldehyde und Carbonsäuren sowie einige weitere Substanzen enthalten kann. Sie entstehen bei der alkoholischen Gärung als Nebenprodukte des Hefestoffwechsels aus Aminosäuren und dienen in Bier, Wein und Spirituosen als Geschmacks- und Aromaträger.

Propanol (Sdp. 97 °C)
Isobutanol (Sdp. 108 °C)
(S)-2-Methyl-1-butanol (Sdp. 128 °C)
Isoamylalkohol (Sdp. 131 °C)

So kann z. B. Amylalkohol auch dann entstehen, wenn verdorbene Rohware wie z. B. altes Zuckerrohr zum Herstellen von Rum verwendet wird. Fuselöl spielt für die Verträglichkeit von alkoholischen Getränken eine entscheidende Rolle. Aus diesem Grund sollte der Fuselölgehalt von Spirituosen nicht über 0,1 % liegen.
Durch Techniken wie Rektifikation oder durch Filtrieren über Aktivkohle lässt sich der Gehalt von Fuselöl in Spirituosen reduzieren. Die schwerflüchtigen Komponenten von Fuselöl reichern sich bei der Destillation am Boden der Destillationskolonne an und können als Lutter abgezogen werden. Hoch konzentrierte und gereinigte Spirituosen wie Aquavit, Korn oder Wodka enthalten im Verhältnis zum Alkohol deutlich weniger Fuselöl als andere alkoholische Getränke. In manchen Spirituosen – wie Weinbrand oder Whisky – ist ein Restgehalt an Fuselöl als Komponente des Aromas der alkoholischen Getränke erwünscht.
Fuselöl steht im Verdacht, für den „Kater“ bei Alkoholintoxikation mitverantwortlich zu sein,
seit einer klassischen Studie von Pawan, in der Alkoholika mit hohem Fuselölgehalt mehr Katersymptome verursachten als andere. Der Zusammenhang ist allerdings noch wenig erforscht. In einem Tierversuch an sechs Mäusen linderten einzelne Fuselölbestandteile den Effekt von Ethanol sogar (außerdem verringerten sie die geschmackliche Abneigung der Tiere gegen den hochprozentigen Alkohol).

## Bier
Im Bier schwanken die Fuselanteile aufgrund der unterschiedlichen Herstellungsverfahren. In einer Untersuchung an 60 verschiedenen Bieren hatte Weizenbier höhere Konzentrationen als Pilsener oder Exportbier. Ebenso enthielt obergäriges Bier mehr Fuselöle als untergäriges. Alkoholfreies Bier enthielt nur sehr geringe Spuren.